# رافی خاچاطوریان
رافی خاچاطوریان (۱۳۲۷ – ۱۰ آبان ۱۳۹۸) هنرپیشه و مجری ایرانی ارمنی‌تبار بود. کارهای او بیشتر در زمینهٔ طنز انتقادی، سیاسی و اجتماعی بود.

## پیش از انقلاب
رافی خاچاطوریان در سال ۱۳۲۷ در خانواده‌ای ارمنی زاده شد. پیش از انقلاب ۱۳۵۷ ایران با سازمان رادیو تلویزیون ملی ایران همکاری می‌کرد. از جمله کارهای او در این دوره، بازی در مجموعهٔ طنز اجتماعی آقای مربوطه به کارگردانی بهزاد اشتیاقی بود. پخش این مجموعه از نیمهٔ دوم سال ۱۳۵۳ از تلویزیون ملی ایران آغاز شد و تا چند ماه پیش از انقلاب ادامه داشت.

## پس از انقلاب
او چندی پیش از انقلاب، ایران را ترک و به‌همراه خانواده به کالیفرنیا مهاجرت کرد. خاچاطوریان در ایالات متحده آمریکا در برنامه‌های طنز سیاسی ـ اجتماعی شبکه‌های گوناگون فارسی‌زبان به‌عنوان مجری و بازیگر ظاهر شد و در این زمینه بی پروا سخن می‌گفت وی در طول سال‌های فعالیت خود، بارها از سوی نیروهای وابسته به جمهوری اسلامی تهدید به مرگ شد.
در تیر ۱۳۶۷ خاچاطوریان در یک گردهمایی اعتراضی علیه حملهٔ ناو آمریکایی به پرواز شماره ۶۵۵ ایران ایر هواپیمای مسافربری ایران شرکت کرد و مورد حملهٔ یک چریک لبنانی و چند ایرانی هوادار جمهوری اسلامی قرار گرفت. در این حمله، خاچاطوریان شدیداً از ناحیهٔ سر و صورت آسیب دید و یک چشم خود را نیز ازدست داد. وی پس از این حمله، در نخستین مصاحبه با تلویزیون‌های فارسی‌زبان گفت:
«دنیای کنونی اونقدرها هم قشنگ نیست که برای دیدنش به دو تا چشم احتیاج باشد.»
خاچاطوریان در سال‌های پایانی زندگی خود کم‌کار بود. وی در مهر ۱۳۹۳ در برنامهٔ در تبعید تلویزیون من و تو حضور یافت و به شرح کارهای خود پرداخت.

## درگذشت
وی پس از مبارزه طولانی با بیماری قند، ۱۰ آبان ۱۳۹۸ در سن ۷۱ سالگی در کالیفرنیا درگذشت.